# دیبلینگ
دیبلینگ (به فرانسوی: Diebling) یک کمون در فرانسه است که در Canton of Behren-lès-Forbach واقع شده‌است.

## خصوصیات
دیبلینگ ۷٫۸۴ کیلومترمربع مساحت و ۱٬۶۲۹ نفر جمعیت دارد و ۲۰۰ متر بالاتر از سطح دریا واقع شده‌است.